# Curt (Magazin)

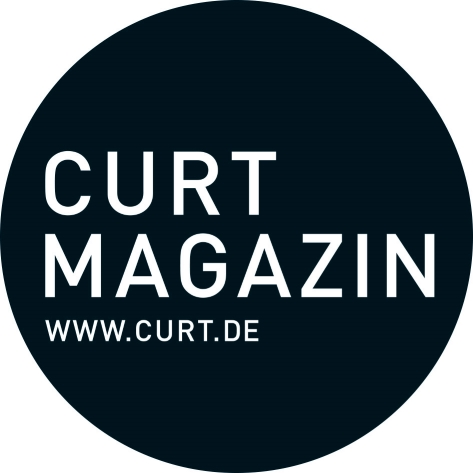

Das Veranstaltungs- und Stadtmagazin curt, das separat für die Region Nürnberg/Fürth/Erlangen und gelegentlich für München erhältlich ist, verbindet journalistische und illustrative Inhalte aus den Bereichen Stadtgeschehen, Lifestyle, Kunst und Kultur. Parallel zu seiner Onlinepräsenz wird es in gedruckter Form produziert und an selektierten öffentlichen Orten zur kostenlosen Mitnahme angeboten. Der Nürnberger curt erscheint mit sechs Ausgaben im Jahr und hat eine Auflage von 7.500 Stück. Der Vertrieb erfolgt an circa 300 Stellen (Agenturen, Bildungsinstitute, Hotels, Museen, Bars, Cafés, Clubs, Shops, Theater, Galerien, Sport-/Freizeitzentren und Touristikinformationszentralen). Außerdem liegen seit seinem Debüt im Jahr 2001 ein bis dreimal im Jahr 7.000 – 10.000 Exemplare des Schwestermagazins curt München an 30 Locations der Landeshauptstadt aus.

## Ursprung/Geschichte
Die erste Ausgabe des Nürnberger curt wurde 1997 von dem Kommunikationsdesigner Reinhard Lamprecht in Heimarbeit zusammengestellt. Es handelte sich ursprünglich um einen simpel strukturierten Partywegweiser, der sich in den folgenden Jahren stetig zu einem inhaltlich vielseitigen Magazin entwickelte. 2012 bestand die Nürnberger Redaktion aus fünf bis sieben ständigen und fast 20 freien Mitarbeitern. Das Heft umfasste etwa 180 Seiten und wurde im A6-Format produziert. 2023 besteht das Team aus festen und freien Mitarbeitern, die in ihrem Bereich größte Kompetenz aufweisen, da sie selbst wichtige Protagonisten in der regionalen Kunst- und Kulturlandschaft sind.
Am 1. Januar 2014 stieg der Informatiker Gerald Gömmel, ein Jugendfreund Lamprechts, als Partner bei der curt Media GmbH ein. Er programmierte die Website curt.de, die im April 2014 erstmals online ging. Im Herbst 2014 wurde das Format der inzwischen bis zu 200 Seiten starken Printversion auf A5 umgestellt. Gleichzeitig fand ein konzeptioneller Umbruch statt, bei dem man sich auf alle Facetten der Kultur konzentrierte. Schon bald fanden auch soziokulturelle und Nachhaltigkeitsthemen Einzug ins Magazin – so wurde curt zum „Feuilleton der Region“ und wichtigen Sprachrohr der Kultur- und Kreativwirtschaft.

## Mitarbeiter
2023. Andreas Thamm – Kulturpreisträger der Stadt Nürnberg 2022 und Bayerischer Literaturpreisträger – verantwortet die meisten Inhalte des Magazins und der Website. Dr. Marian Wild fasst seit 2020 in jeder Ausgabe das Geschehen in der Kunstszene der Nürnberger Region zusammen.
Der Comedian Matthias Egersdörfer, mehrfacher Gewinner des Deutschen Kleinkunstpreises, steuert seit 2012 jeder Ausgabe eine Folge seiner freien Kolumne bei, seit 2022 zusammen mit dem Illustrator Michael Jordan. Weitere für curt tätige Kolumnisten bzw. Redakteure sind Dr. Theobald Fuchs, Thomas Wurm (Mitveranstalter des Nbg Pop Festivals), seit 2022 Nadine Zwingel. Die vielfach ausgezeichnete Poetryslammerin und Veranstalterin Kathi Mock berichtet seit 2021 über die Poetry Slams der Region. Kommunikationsdesignerin und Fotografin Helene Schütz verantwortet die Covershootings und Editorials und betreut die Social-Media-Accounts. Matthias Gründl kümmert sich um alles Organisatorische.

## Zielgruppe und Rubriken
Das Magazin fokussiert eine kulturinteressierte Zielgruppe zwischen 20 und 68 Jahren, die sich durch eine starke Affinität zu Kunst, Kultur, Musik, Mode, nachhaltigen Lifestyle auszeichnet. Die Leserschaft ist zu gleichen Teilen männlich und weiblich und weist einen hohen Anteil an Studenten und Akademikern auf. Ihre Interessengebiete sollen durch die Rubriken Kunst, Musik, Theater, Lesungen, Poetry Slam, lokales Bandgeschen, Nachtleben, Gastronomie, Stadtgeschehen, Nachhaltigkeit ... möglichst breitflächig reflektiert werden. Dabei liegt der Schwerpunkt auf der regionalen Szene: CURT YOUR LOCALS.